# Luka Krajnc
Luka Krajnc (ur. 19 września 1994 w Ptuju) – słoweński piłkarz grający na pozycji środkowego obrońcy. Od 2015 jest zawodnikiem klubu Cagliari Calcio.

## Kariera klubowa
Swoją karierę piłkarską Krajnc rozpoczął w klubie NK Maribor. W 2010 roku awansował do pierwszego zespołu. W słoweńskiej pierwszej lidze zadebiutował 29 maja 2011 w wygranym 2:0 domowym meczu z NK Domžale. Był to jego jedyny mecz w lidze w sezonie 2010/2011, w którym to Maribor wywalczył tytuł mistrza Słowenii.
W lipcu 2011 roku Krajnc został sprzedany za 800 tysięcy euro do Genoi. W sezonie 2011/2012 grał w młodzieżowej drużynie Primavera. W Serie A swój debiut zaliczył 27 października 2012 w przegranym 0:1 wyjazdowym meczu z Milanem, gdy w 68. minucie zmienił Emiliano Morettiego.
W 2013 roku Krajnc został wypożyczony do drugoligowej Ceseny. Swój debiut w niej zanotował 26 sierpnia 2013 w wygranym 1:0 domowym meczu z Varese. Na koniec sezonu 2013/2014 awansował z Ceseną do Serie A. Jego wypożyczenie przedłużono także na sezon 2014/2015. W nim Cesena zajęła przedostatnie miejsce i została zdegradowana do Serie B.
Latem 2015 roku Krajnc przeszedł do Cagliari Calcio. Zadebiutował w nim 22 września 2015 w wygranym 3:1 wyjazdowym meczu z Virtusem Entella.
| Sezon   | Klub            | Kraj     | Rozgrywki | Mecze | Gole |
| ------- | --------------- | -------- | --------- | ----- | ---- |
| 2010/11 | NK Maribor      | Słowenia | 1. SNL    | 1     | 0    |
| 2011/12 | Genoa CFC       | Włochy   | Serie A   | 0     | 0    |
| 2012/13 | Genoa CFC       | Włochy   | Serie A   | 3     | 0    |
| 2013/14 | AC Cesena       | Włochy   | Serie B   | 26    | 1    |
| 2014/15 | AC Cesena       | Włochy   | Serie A   | 22    | 0    |
| 2015/16 | Cagliari Calcio | Włochy   | Serie B   |       |      |

## Kariera reprezentacyjna
Krajnc grał w młodzieżowych reprezentacjach Słowenii. W dorosłej reprezentacji Słowenii zadebiutował 30 marca 2015 roku w przegranym 0:1 towarzyskim meczu z Katarem, rozegranym w Dosze. W 65. minucie tego meczu zmienił Dominica Maroha.